# Веноск
Веноск (фр. Venosc) — коммуна во Франции, находится в регионе Рона — Альпы. Департамент коммуны — Изер. Входит в состав кантона _. Округ коммуны — Гренобль.
Код INSEE коммуны — 38534. Население коммуны на 2007 год составляло 849 человек. Населённый пункт находится на высоте от 816 до 3465 метров над уровнем моря. Муниципалитет расположен на расстоянии около 520 км юго-восточнее Парижа, 135 км юго-восточнее Лиона, 38 км юго-восточнее Гренобля. Мэр коммуны — _, мандат действует на протяжении 2008—2014 гг.
Динамика населения (INSEE):